# パブロ・ナシメント・カストロ
パブロ・ナシメント・カストロ（Pablo Nascimento Castro、1991年6月21日 - ）は、ブラジルのサッカー選手。ポジションはDF。CRフラメンゴ所属。

## 経歴
セアラーSCやグレミオFBPAに在籍するものの、思うような結果を残せずに退団。2013年1月9日に当時カンピオナート・ブラジレイロ・セリエBに所属していたアヴァイFCと契約した。
2015年8月31日、リーグ・アンのFCジロンダン・ボルドーに4年契約で移籍した。
2017年1月1日、SCコリンチャンス・パウリスタに期限付き移籍。24試合に出場し、コリンチャンスのリーグ優勝に貢献した。
2021年1月16日、FCロコモティフ・モスクワに完全移籍。

### 代表歴
2018年10月12日、サウジアラビア代表戦でA代表デビュー。